# Щербина Олег Михайлович
Щербина Олег Михайлович (нар. 16 червня 1971, м. Київ) — український продюсер, актор. Член Української кіноакадемії.

## Життєпис
Олег Щербина народився 16 червня 1971 року в Києві, батьки походженням з Переяславщини, нащадки станового малоросійського  козацтва. 
Закінчив Ленінградський радіополітехнікум (1990) та Mediterranean Film Institute Script Workshop (2009—2010, Ніссірос-Самос, Греція).
Засновник і продюсер Fresh Production Group. Також патронує розвиток міських Кінокомісій в Україні. 
2012 - член журі конкурсу «Коронація слова» (номінація «Романи»).
24 лютого 2023 - в залі Сейму Литовської Республіки у Вільнюсі представив художній фільм "Будинок «Слово. Нескінчений роман». Ця подія була присвячена річниці повномасштабного Російського вторгнення в Україну.

## Фільмографія

### Фільми, серіали
- 2022 — Королевич Джура, продюсер[5][6][7][8]
- 2022 — Тривала втеча, продюсер[9]
- 2021 — Злегка прочинені двері, продюсер[10]
- 2015—2018 — Я був народжений не для війни, повнометражний документальний фільм, продюсер (Україна)
- 2020 — Код Предків, повнометражний документальний фільм, продюсер[11][12]
- 2019 — Івана Купала, короткометражний ігровий фільм, продюсер[13]
- 2018 — З України до Голівуду, повнометражний документальний фільм, продюсер (Україна)[14][15][16]
- 2018 — Будинок «Слово». Нескінченний роман, повнометражний ігровий фільм, продюсер (Україна)[17]
- 2018 — Крим. Вкрадений півострів, повнометражний документальний фільм, продюсер (Україна)[18][19]
- 2018 — 1944. Повернення, повнометражний документальний фільм[20]
- 2018 — Двері, кіноальманах, продюсер (Україна)[21]
- 2018 — Малевич, повнометражний документальний фільм, продюсер[22]
- 2018 — Ursus, прокатний кінофільм, продюсер (Україна), Aktis Film Production (Німеччина), O-Studio (Грузія), Geopoly (Болгарія)[23]
- 2015—2017 — У полі, короткометражний фільм, продюсер (Україна)
- 2017 — Будинок «Слово», документальний фільм, продюсер (Україна)[24][25][26]
- 2017 — IZI, прокатний кінофільм, продюсер (Україна), Bartleby Film (Італія), Pilgrim Film (Італія)[27][28]
- 2015—2016 — На лінії життя, телесеріал, продюсер (Україна)[29]
- 2016 — Чорна квітка, телесеріал, продюсер (Україна)[30]
- 2015—2016 — Потрійний захист, телесеріал, продюсер (Україна)
- 2013 — І Бог зробив крок у порожнечу, короткометражний кінофільм, продюсер та сценарист (Україна)[31]
- 2012 — Н. І.В.У, короткометражний фільм, продюсер
- 2012 — Хата при дорозі, короткометражний фільм, продюсер
- 2011 — Сонцекруг, фільм, продюсер та сценарист
- 2010 — Наступна станція смерть з циклу «При загадкових обставинах», фільм (2 серії), продюсер
- 2010 — Безпощадна любов з циклу «При загадкових обставинах», фільм (2 серії), продюсер
- 2009 — Хлібний день, фільм, продюсер та сценарист
- 2009 — Поїзд, який зник з циклу «При загадкових обставинах», фільм (2 серії), продюсер
- 2008 — Сюрприз, фільм, продюсер
- 2008 — Червоний лотос, фільм, продюсер
- 2008 — Осінні квіти, серіал (4 серії), продюсер
- 2008 — Повзе змія, фільм, продюсер
- 2008 — Кава по-диявольськи з циклу «При загадкових обставинах», фільм (2 серії), продюсер
- 2008 — Вчитель музики, фільм, продюсер
- 2007 — Гроші для доньки, фільм, продюсер
- 2007 — Гудзик, фільм, продюсер
- 2007 — Маша і море, фільм, продюсер
- 2007 — Здивуй мене, фільм, продюсер
- 2007 — Арфа для коханої, фільм, продюсер
- 2007 — Донечка моя, фільм, продюсер
- 2007 — Чоловік для життя, фільм, продюсер
- 2007 — Фабрика щастя, фільм, продюсер
- 2006—2007 Серцю не накажеш, теленовела (165 серій), продюсер, Film UA
- 2006 — Мій принц, фільм, продюсер та сценарист
- 2006 — Кольє для снігової баби, фільм, продюсер
- 2006 — Ігри у солдатики, фільм, продюсер
- 2006 — Сьома пелюстка, фільм, продюсер
- 2006 — Жіночі сльози, фільм, продюсер та сценарист
- 2006 — Повернути Віру, фільм, продюсер
- 2006 — Безхатько, фільм, продюсер
- 2006 — Квартет для двох, фільм, продюсер
- 2006 — Таємниця Св. Патрика, серіал (8 серій), продюсер

### Телепрограми
- 2010 — Прихована реальність, цикл телепередач (24 передачі), продюсер
- 2011 — Мокрий зорепад, цикл телепередач (13 передач), продюсер
- 2011 — Рандеву, цикл телепередач (32 передачі), продюсер

## Відзнаки
- документальний фільм Будинок «Слово» (фільм, 2017) отримав українську національну кінопремію «Золота дзиґа» в категорії «Найкращий документальний фільм» (2018)
- повнометражний ігровий українсько-італійський фільм «Ізі» отримав премію Kineo Diamond Award, яка вручається під час Венеціанського міжнародного кінофестивалю (2018)[27]
- повнометражний ігровий фільм «Ізі» здобув Приз глядацьких симпатій на кінофестивалі Lighthouse International Film Festival у Нью-Джерсі (2018)[32]
- документальний фільм «Код предків» отримав головний приз гільдії кінокритиків Білорусі — «Солом'яний зубр» на кінофестивалі «Листопад» (2020)[33]
- документальний фільм «Малевич» отримав другу премію в міжнародній конкурсній програмі найбільшого кінофестивалю під відкритим небом у Центральній Європі ON ART Film Festival (2020, Польща)[22]
- повнометражний ігровий фільм «Будинок Слово. Нескінчений роман» отримав нагороду «Найкращий ігровий фільм» на Міжнародному кінофестивалі у Кошицях (2022)[34] та чотири нагороди на Міжнародному кінофестивалі «I Will Tell» (Флорида, США)[35].